# Мелалеука плакуча
Мелалеука плакуча (Melaleuca leucadendra) — вид рослин родини миртові (Myrtaceae).

## Будова
Вічнозелене листяне дерево до 37 м. Має шкіряне листя до 15 см і китицеподібні суцвіття, які нагадують «йоршики» для миття пляшок. Такої форми суцвіттям надають довчі численні тичинки білого, рожевого або червоного кольору, які зростаючись своїми основами, утворюють у кожній квітці 5 пучків (характерна ознака роду). Білувато-кремові китиці запашних квіток прикрашають гілки влітку та восени. На місці суцвіть з'являються маленькі насіннєві коробочки. Стовбур вкритий білуватою, схожою на папір, корою, що відшаровується від стовбура великими клаптями.

## Поширення та середовище існування
Росте у лісах по берегах річок, каналів та поблизу боліт у тропічній Австралії, Новій Гвінеї, Молуккських островах.

## Практичне використання
Аборигени використовують білі клапті кори для побудови водонепроникних накриттів у будинках, для загортання їжі.

## Галерея

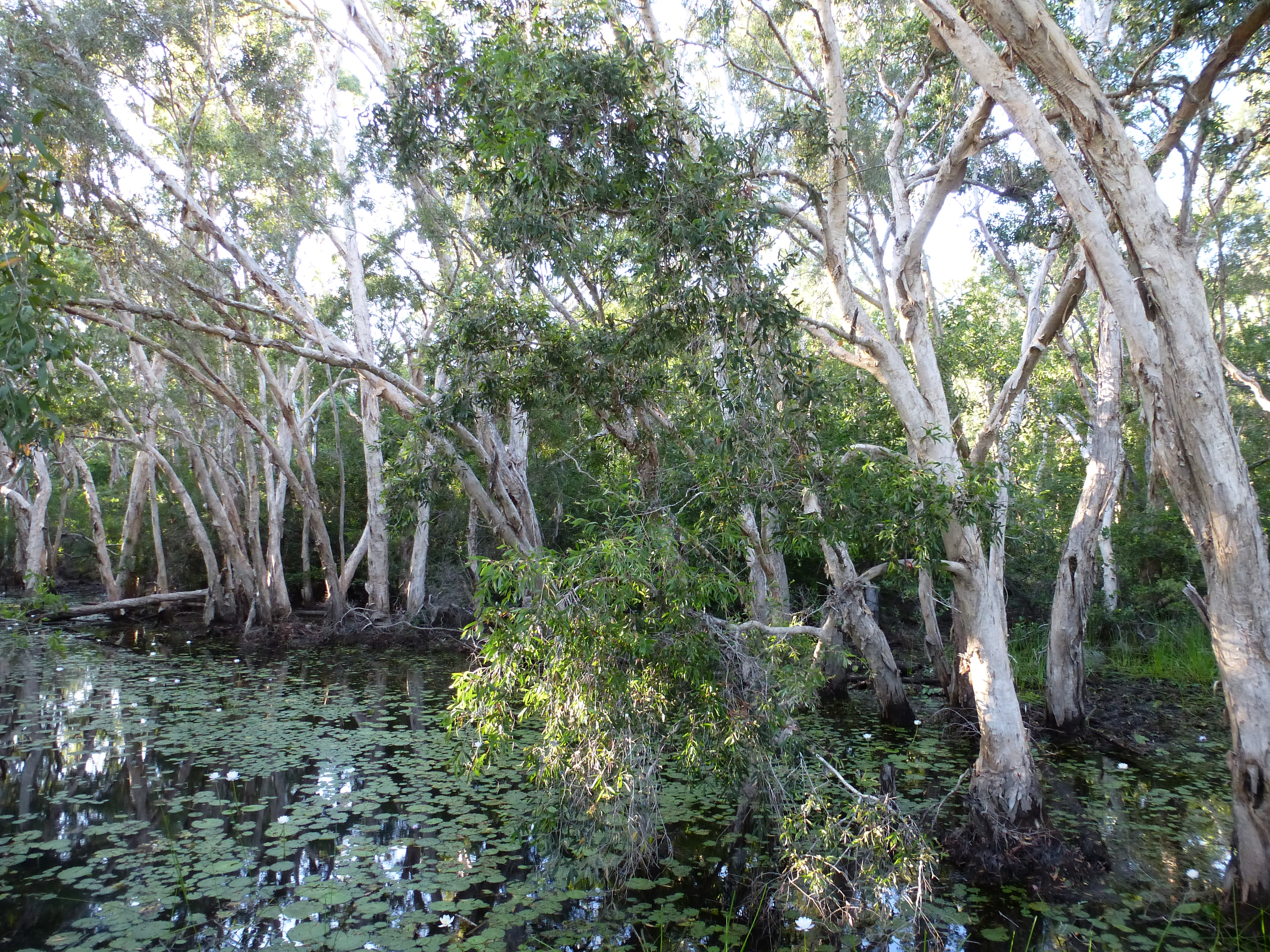
M. leucadendra у Квісленді
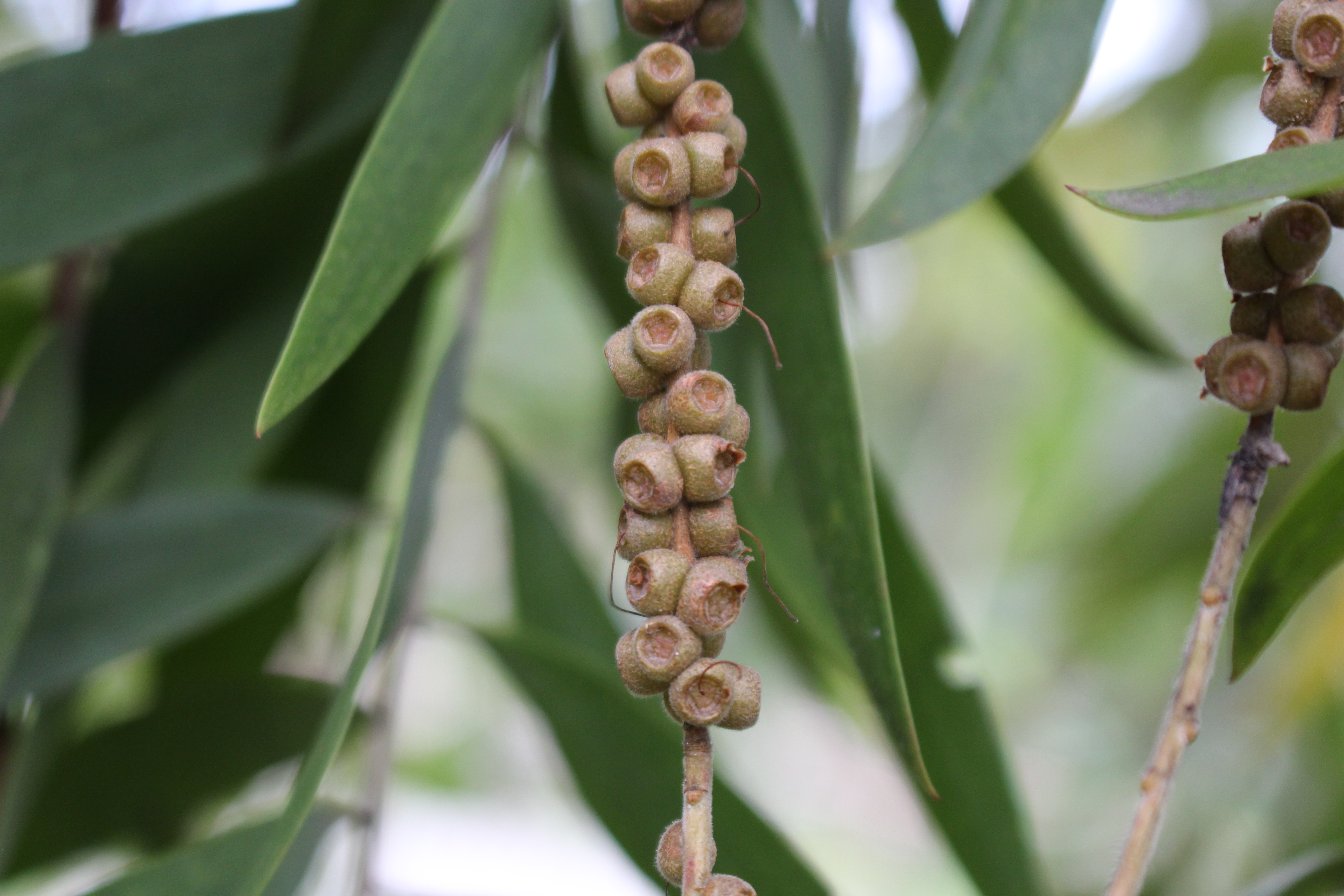
Плід
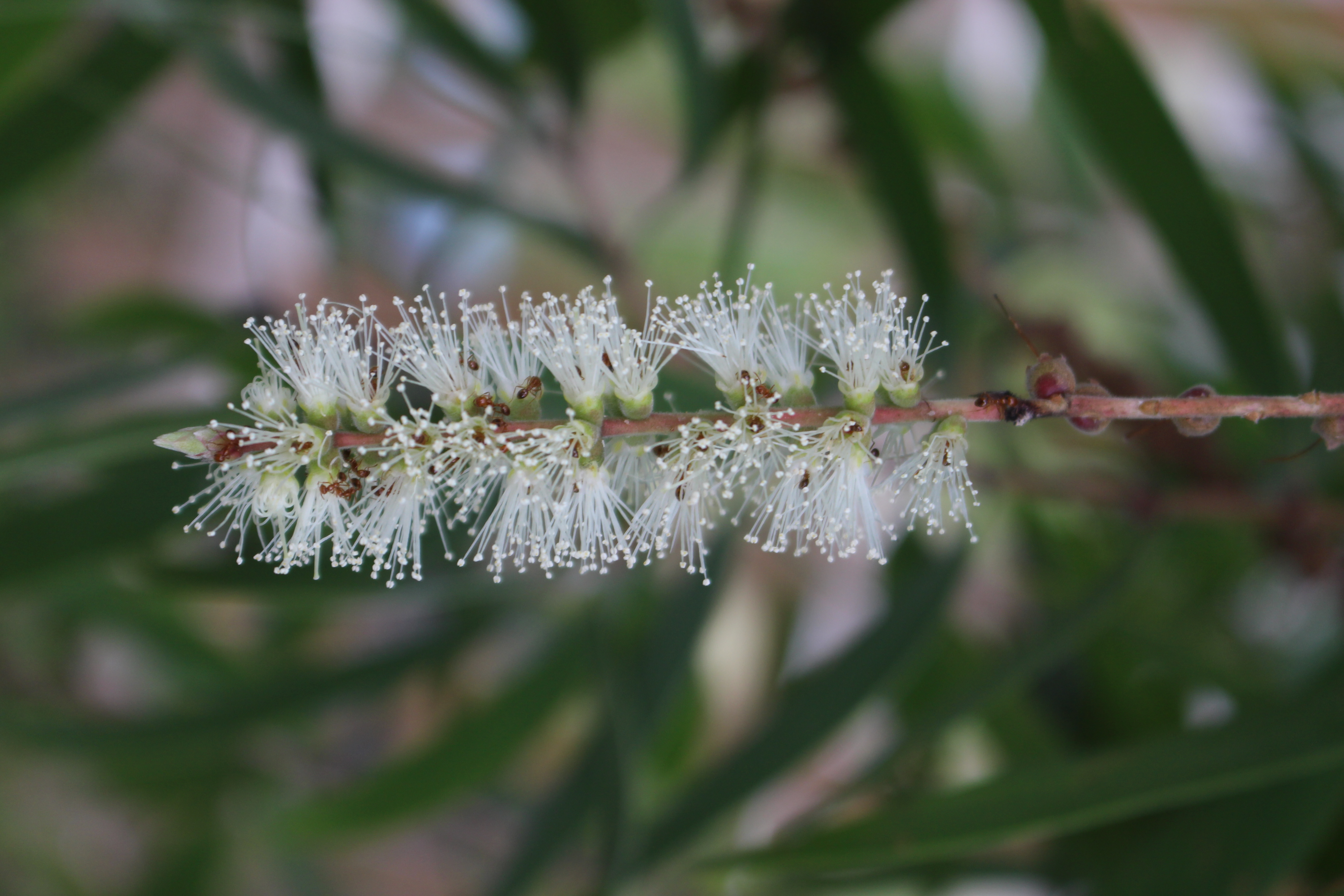
Квіти
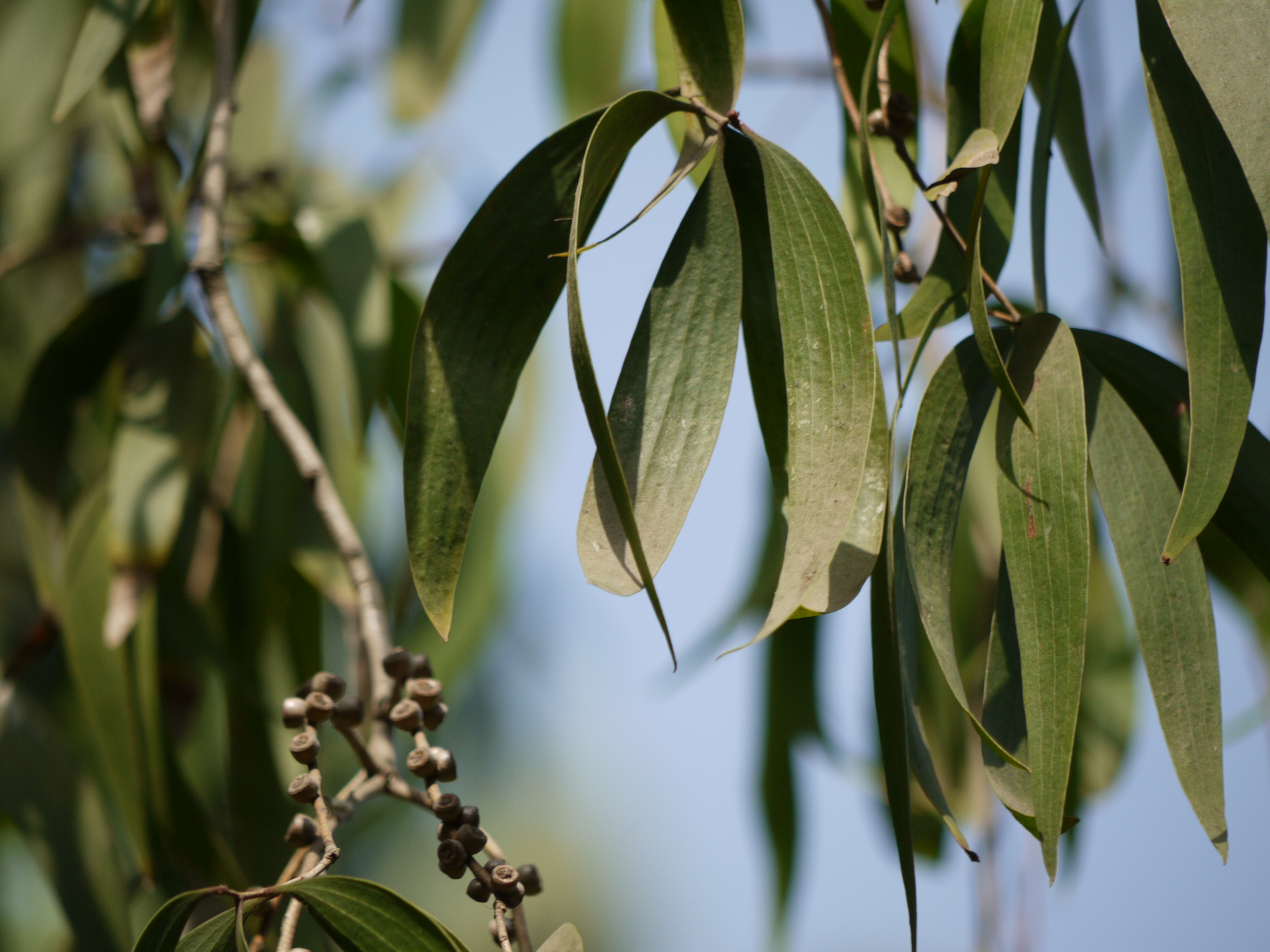
Листя
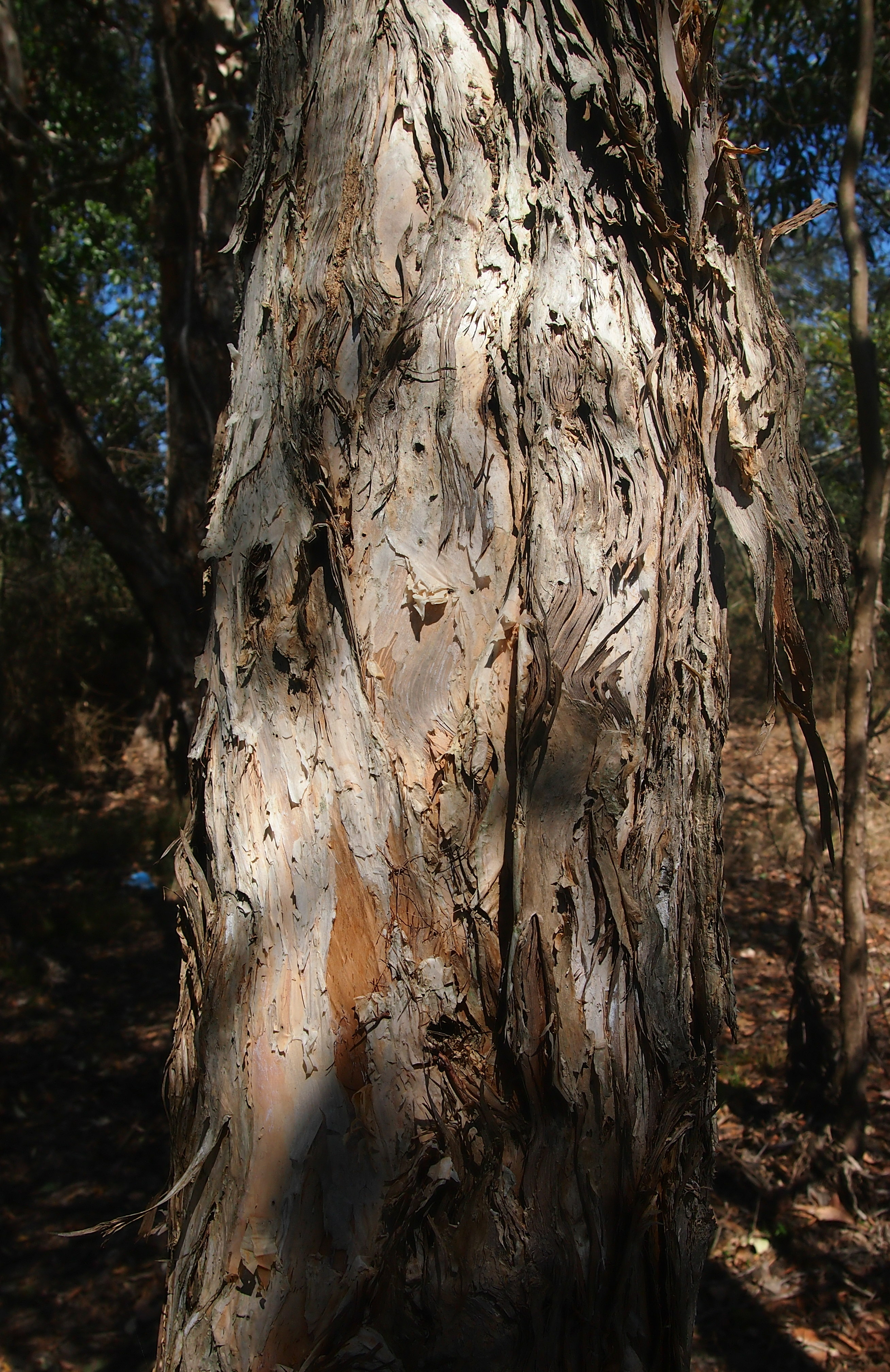
Кора